# THANK YOU (TETSUYAの映像作品)
『THANK YOU』（サンキュー）は、日本のロックバンド・L'Arc〜en〜Cielのベーシスト、TETSUYAの映像作品。2017年7月12日発売。発売元はEMI Records。

## 解説
ライヴビデオ『LIVE SELECTIONS 2010-2012』以来約5年ぶり3作目となる映像作品のリリース。
本作は、2016年10月3日から同年10月6日にかけて全国3都市で開催したバースデーライヴツアー「TETSUYA LIVE TOUR 2016 「THANK YOU」」の東京・赤坂BLITZ公演の模様を完全収録した映像作品となっている。また、本作にはライヴ映像に加え、公演のバックステージにも潜入したオフショット映像が収録されている。
さらに本作には、1stシングル「wonderful world／TIGHTROPE」から11thシングル「愛されんだぁ I Surrender」までのシングル表題曲全12曲のミュージック・クリップの他、2002年12月25日に赤坂BLITZで開催したイベントで上映されたショートムービー「Sweet December」（監督：二階健）も収録されている。
フィジカルはBlu-ray及びDVDの2種類で発売されている。本作のアートワークは、2016年に亡くなったデヴィッド・ボウイが1997年に発表したアルバム『アースリング』のジャケットデザインをモチーフにしたような、ユニオン・ジャック・コートを着用したtetsuyaの後ろ姿がアップにされている。なお、ソロ名義の映像作品では、今回が初のBlu-ray Disc規格でのリリースとなった。

## 収録曲

### LIVE TOUR 2016「THANK YOU」at 赤坂BLITZ
1. Make a Wish
2. Can't stop believing
3. REVERSE
4. TIGHTROPE
5. SCARECROW
6. lonely girl
7. Time goes on 〜泡のように〜
8. 魔法の言葉
9. wonderful world
10. WHITE OUT
11. EDEN
12. 蜃気楼
13. Roulette
14. Are you ready to ride?
15. 15 1/2 フィフティーンハーフ
16. LOOKING FOR LIGHT
17. Fantasic Wonders
18. 流れ星

### Music Clip Complete
1. wonderful world
ディレクター：竹石渉
2. TIGHTROPE
ディレクター：竹石渉
3. 蜃気楼
ディレクター：武藤眞志
4. 15 1/2 フィフティーンハーフ
ディレクター：武藤眞志
5. WHITE OUT 〜memory of a color〜
ディレクター：武藤眞志
6. Can't stop believing
ディレクター：柿本ケンサク
7. Roulette
ディレクター：多田卓也
8. LOOKING FOR LIGHT
ディレクター：多田卓也
9. lonely girl
ディレクター：多田卓也
10. Make a Wish
ディレクター：大喜多正毅
11. Time goes on 〜泡のように〜
ディレクター：森田一平
12. 愛されんだぁ I Surrender
ディレクター：大喜多正毅

### Sweet December -完全版-
1. part1：「Le(a) Côté」
L'Arc〜en〜Cielのメジャーデビュー前にオンエアされた後、1994年に発売されたイメージビデオ『Siesta 〜Film of Dreams〜』に収録された映像の再収録版。
主演・企画はtetsuya（発表当時の名義はtetsu）、監督・脚本は二階健が担当している。
2. part2：「Sweet December」
2002年12月25日に赤坂BLITZにて開催されたイベント「TEZMANサンタpresents TETSU69 special Christmas night Sweet December」において上映された映像。
本作で初パッケージ化となった。「Le(a) Côté」の続編として制作された映像作品で、監督・脚本は前作に続き二階健が担当している。